# Rudra (banda)
Rudra é uma banda de death metal, black metal e metal védico formada em Singapura em 1998. As músicas da banda misturam elementos de música védica e mantras hindus com heavy metal extremo. O nome Rudra vem de um deus indiano.
Seu álbum The Aryan Crusade inaugurou um novo gênero de metal: o metal védico (ou vedic metal).